# 27864 Antongraff
27864 Antongraff (1995 EA9) là một tiểu hành tinh vành đai chính được phát hiện ngày 5 tháng 3 năm 1995 bởi F. Borngen ở Tautenburg.